# Free Palestine Party

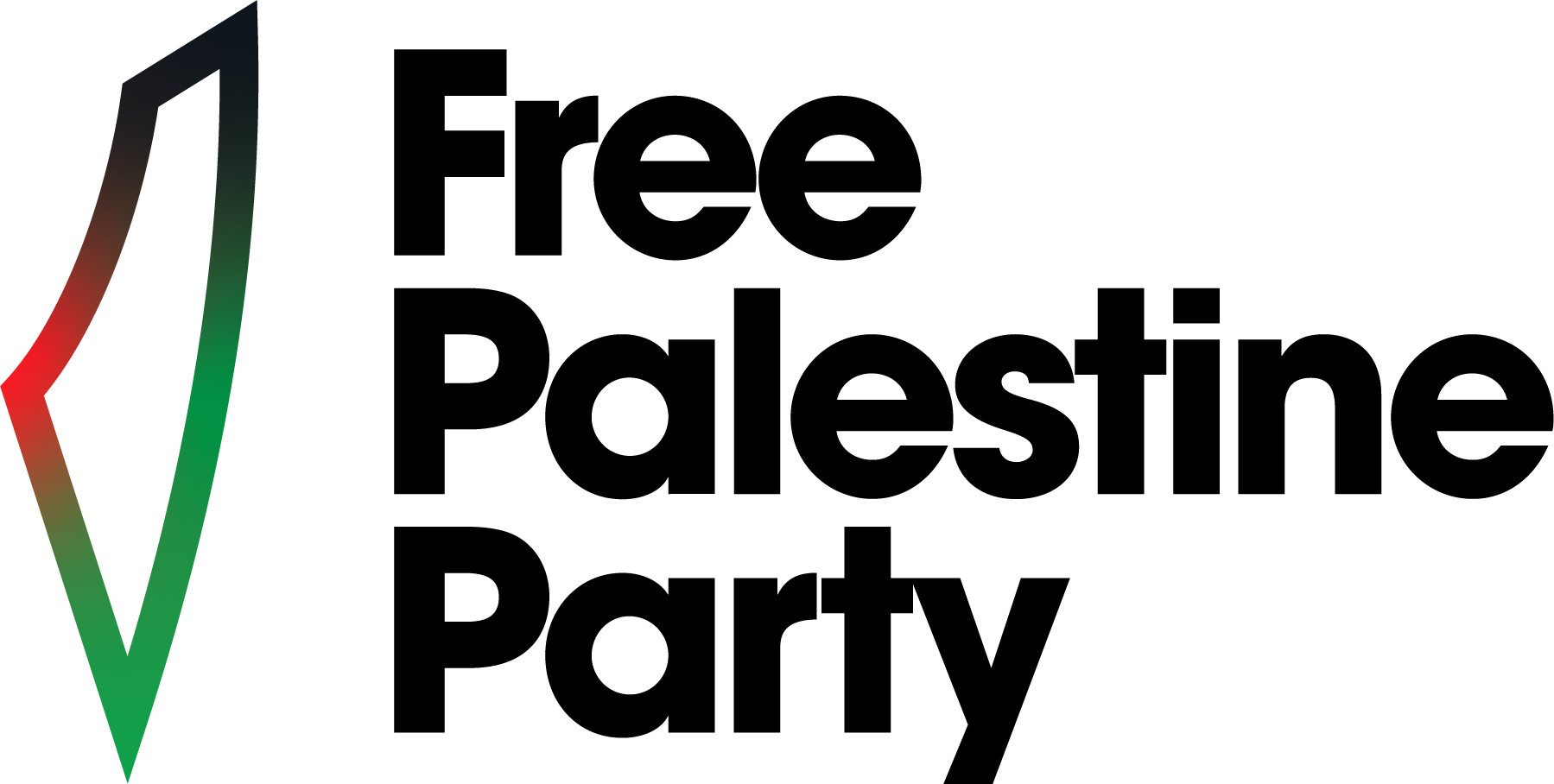
Koalitionens logotyp.

Free Palestine Party (FPP), på svenska ungefär Befria Palestina-partiet, är ett EU-parti, det vill säga ett parti avsett för val till EU-parlamentet, som grundades genom en koalition av pro-palestinska, muslimskt orienterade, politiska partier från Belgien, Frankrike, Tyskland, Nederländerna, Spanien och Sverige i april 2024.

## Politisk inriktning (manifestet mm)
Koalitionen vänder sig emot Israels krigföring i Gaza och kan ses som en protestaktion mot det. Koalitionen har ett gemensamt manifest, publicerat via hemsidan, där de bland annat förespråkar:
✔ Ett förbud mot vapenförsäljning till Israel.
✔ Ett totalförbud mot handel med Israel.
✔ Att EU/Europa stänger ute israeliska fartyg, transportföretag och flyg. 
✔ Att Israel utesluts från sportevenemang. 
Partiet/koalitionen vill också att EU, som är Israels största handelspartner, ska sätta hårdare press för att åstadkomma en tvåstatslösning.

## Valresultat
Partiet/koalitionen ställde upp i EU-valet 2024 under slagordet "Free Palestine" men lyckades inte få något mandat i något av de länder där de ställde upp.

## Representerade partier
| Land          | Parti                                    | På svenska ungefär                    |
| ------------- | ---------------------------------------- | ------------------------------------- |
| Belgien       | Team Fouad Ahidar                        | Lag Fouad Ahidar                      |
| Frankrike     | Union des démocrates musulmans français  | Förenade franska muslimska demokrater |
| Tyskland      | Bündnis für Innovation und Gerechtigkeit | Förbundet för innovation och rättvisa |
| Nederländerna | Nida                                     | Av arabiskans nidā, ungefär "Upprop"  |
| Spanien       | Partido Andalusí                         | Andalusiska partiet                   |
| Sverige       | Partiet Nyans                            |                                       |